# Nitrosoidrossammati

Il cupferron (N-nitroso-N-fenilidrossilammato di ammonio) è un nitrosoidrossammato usato come agente chelante.

I nitrosoidrossammati sono sali derivati dalle nitrosoidrossilammine e contengono l'anione nitrosoidrossammato, di formula generale RN(NO)O−.

Le nitrosoidrossilammine posseggono una lieve acidità dovuta ai numerosi elementi elettronegativi legati all'atomo di azoto, che per effetto induttivo attraggono l'elettrone dell'idrogeno presente nel gruppo ossidrilico collegato all'azoto amminico rendendolo di più facile espulsione. Sono composti organici stabili aventi ristretti impieghi.
Vengono sintetizzati per nitrosazione delle idrossilammine, per esempio con acido nitroso o con sali di nitrosonio.